# Marigny-le-Châtel
Marigny-le-Châtel – miejscowość i gmina we Francji, w regionie Grand Est, w departamencie Aube.
Według danych na rok 1990 gminę zamieszkiwało 1540 osób, a gęstość zaludnienia wynosiła 76 osób/km².

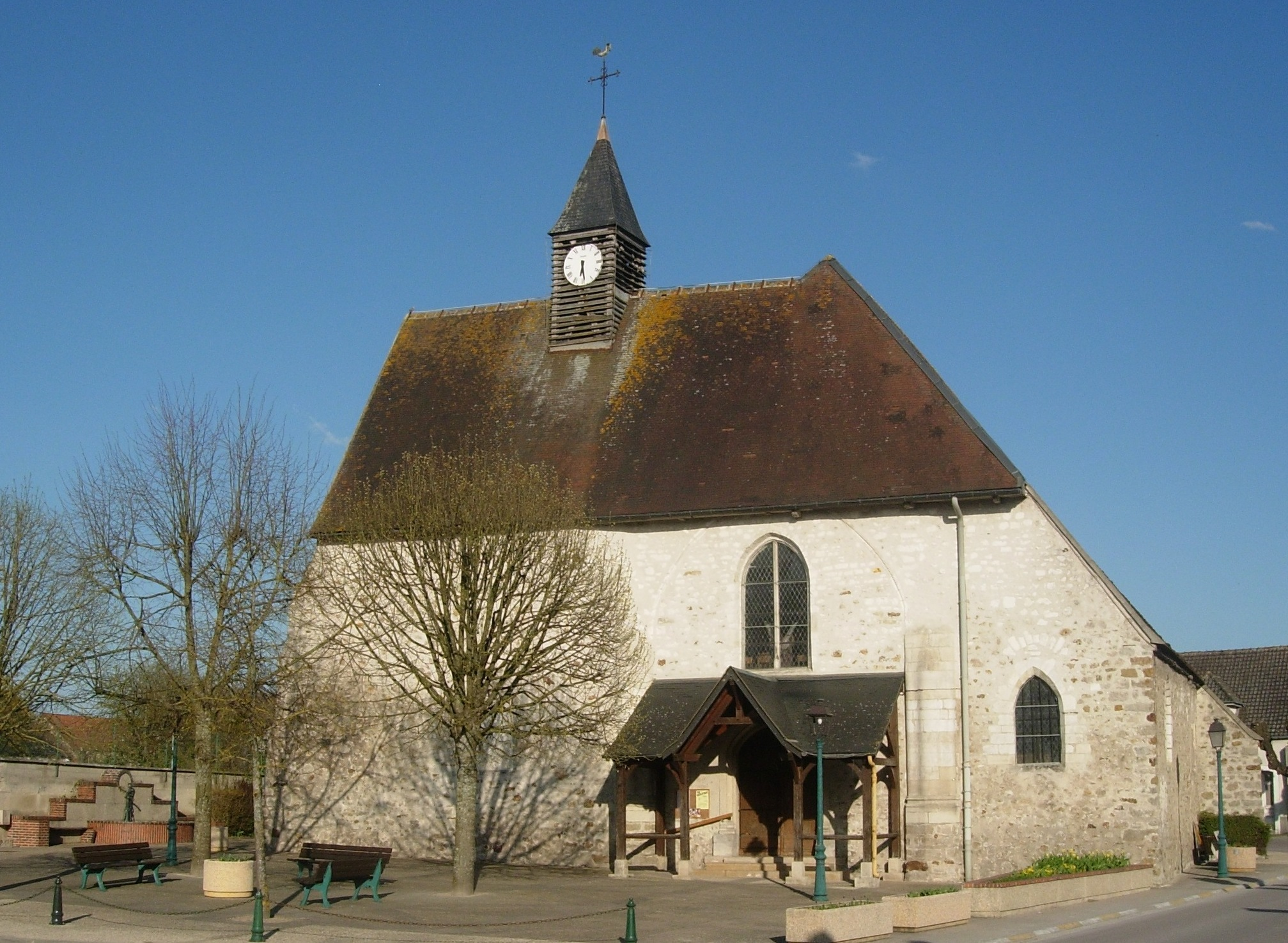
Kościół w Marigny-le-Châtel, 2009